# 世界の終わりと夜明け前
『世界の終わりと夜明け前』（せかいのおわりとよあけまえ）は、浅野いにおによる日本の漫画短編集。2008年10月30日に小学館から発売された。
「世界の終わりと夜明け前」は浅野のキャリア初となる短編集。「素晴らしい世界」「ひかりのまち」など、全編に一貫したコンセプトを設けた連作短編は存在するが、今作は関連性がほとんどない作品で構成される、純粋な短編集となっている。『週刊ビッグコミックスピリッツ増刊casual』『月刊サンデーGX』『週刊ビッグコミックスピリッツ』などの雑誌に掲載された10編と、描き下ろしの新作2編の12作品を収録。

## 収録作品

### 無題
初出:『野性時代』（角川書店）51号（2008年2月1日発行）

### 夜明け前
初出:『週刊ビッグコミックスピリッツ増刊casual』（小学館）第14号（2007年2月15日発行）

### アルファルファ
初出:『月刊サンデーGX』（小学館）7月号（2005年7月19日発行）
高速道路が走っている村に棲む中学生、杉崎は、体育の授業の見学中、授業をサボっていた同級生の女子、大沢と会話を交わす。早く村から出たいと語る大沢は、唐突に自身の胸を杉崎に触らせ、さらにキスをする。その夜、杉崎は親友の本田と「TVゲームで勝った方が大沢に告白する」という賭けをする。結果本田が告白するが、大沢はその場で断り、隠れてその様子を見ていた杉崎はもっと嫌いだと本田に告げる。その数週間後から大沢は学校に来なくなった。
登場人物
杉崎
小柄で無表情な少年。母親と二人で暮らしている。
大沢
ロングヘアの少女。右目の下にほくろがある。マイペースな性格。自身が棲む閉塞的な村に不満を持っている。中学卒業後は校区外の校則が少ない高校への進学を希望している。
本田
茶髪の少年。杉崎といつも行動を共にしている。大沢に好意を持っているが、大沢からは相手にされていない。

### 日曜、午後、六時半。
初出:『週刊ビッグコミックスピリッツ』第36・37合併号 - 第39号（2006年8月21・28日、9月4日、9月11日発行）。短期連載作品。ある家族を中心にした群像劇作品。3話構成。
夏の思い出
江園家長男の勝彦は、インターネットで元交際相手の香田の育児日記を発見し、居酒屋にて一年半ぶりに香田と再会する。その後二人はホテルで体を重ねるが、その際香田は、育児日記の内容はただの妄想で、夫との仲が最悪であることを告白する。
ア ガール イン ブリリアントワールド オブ ア ボーイズ デイドリーム
江園家の次女若菜は、予備校で出会った少年堀川をデートに誘う。若菜は堀川の哲学的な発言に違和感を覚えながらもデートは進み、二人は、堀川の安らぎの場だという駅ビルの屋上に出る。堀川の俯瞰的な発言に腹を立てた若菜は堀川の頬を張り、捨て台詞を残してその場を後にする。翌日、若菜は堀川から再び屋上へ誘われる。屋上には大学生のグループが居座っており、若菜はその様子を陰から伺っていると、現れた堀川が大学生の一人を殴りつける。返り討ちに遭いながらも大学生らを追い払った堀川は、隠れていた若菜に手を振り、昨日の若菜の発言について考え、この場所だけは守りたかったことを明かす。
帰宅
江園はある朝、長男と次女を残して家を発った。その後の数日間、「ある場所」を探して某県の山道を彷徨っていた。道中、江園は山道で女子高生と遭遇する。死に場所を探していると語る女子高生と行動を共にし、ようやく探していた「ある場所」に辿り着く。「ある場所」は15年前に江園が家族と旅行で宿泊した、今は廃墟となったホテルだった。江園はここへ訪れれば昔の幸福を思い出せると考えていた。翌朝、江園は残してきた家族へ電話をかけ、女子高生と別れる。別れ際、女子高生はこのまま別れるのは寂しいと告げ、江園が被っていたカツラを貰い受ける。江園は過去の幸福な記憶を思い出しながら、家族の待つ家へ帰宅する。
登場人物
江園 勝彦
江園家の長男。高校生時代は映画部で脚本を書いていた。当時女優としてスカウトした香田と交際していた。
江園 若菜
江園家の次女。予備校に通う18歳の少女。成績はあまり芳しくない。同じ予備校に通う堀川をデートに誘う。
江園
江園家の父親。ある日勝彦と若菜を残して失踪する。カツラを被っている。
香田
勝彦と中島と同じ高校へ通っていた女性。高校生の時、映画部で脚本を書いていた勝彦に女優としてスカウトされ、その後に勝彦と交際していた。既婚者。インターネットのブログで育児日記を書いている。勝彦に、子供の産めない体であること、育児日記が全てでたらめだということを語る。
中島
肥満体型の男。高校生の時は映画部でカメラマンを担当していた。現在はアダルトビデオの現場でカメラマンとして働いている。
堀川 祐介
若菜と同じ予備校に通う少年。若菜と面識はなかったが、若菜から強引にデートへ誘われた。模試で第一位を獲得するほどの秀才。
女子高生
江園が山道で出会った少女。本名は不明だが、前述の「アルファルファ」に登場した大沢と目元やほくろの位置等が一致しており、同一人物だと思われる。交際者との破局、親との確執から家出し、日銭を稼ぐためにアダルトビデオに出演しようとするが直前で怖くなり、暴行を受けた挙句山道に捨てられた。

### 超妄想A子の日常と憂鬱
初出:『月刊サンデーGX』9月号（2006年9月19日発行）
都内の駅の購買で働く英子は、毎日人々に笑顔を振りまいていた。英子はある日、スーツ姿の若い男性雄二（仮名）に一目惚れし、彼に手を握られて告白を受け、婚約指輪を渡されるまでの壮大な妄想に耽る。仕事を終えて帰路につく英子は、交際者と思われる女性といちゃつく雄二（仮名）を目撃し、幻滅して涙を浮かべる。翌日も英子は駅から人々へ笑顔を振りまき、世界中の人々の幸せと、さらに自分自身の幸せを願った。
登場人物
田嶋 英子
都内某駅の購買で働く女性。人形のような愛らしい顔立ちで、花を模した髪飾りをつけている。喫煙者。
雄二（仮名）
英子が駅のホームで見かけた男性。本名は不明。男受けの良い服装の女性と交際している。

### 休日の過ごし方
初出:『週刊ビッグコミックスピリッツ増刊casual』第16号（2007年9月15日発行）
都内に棲むとある女性は、ポストから元恋人が役者として出演する舞台のチラシを発見する。夢を叶えようと活動している元恋人に思いを巡らせ、夢を持つことを最初から放棄している自分と比較した。その後散歩の途中で、商店街の屋台でたこ焼きの出来上がりを待つ最中、大学生と思われるカップルが路上でキスをしているのを目撃し、自分にもそのような鮮やかな時期があったと思い出す。屋台の主から寂しそうな顔をしているからとサービスを受け、人の行為を嬉しく思った女性は、このたこ焼きを元恋人に差し入れたら喜んでくれるだろうかと思いつく。悩んだ末、女性は吉祥寺駅から電車に乗った。
登場人物
女性
本名は不明。輸入雑貨店で働いている。休日はいつも洗濯ばかりしている。

### 17
初出:『週刊ビッグコミックスピリッツ増刊casual』第17号（2008年2月15日発行）
高校生の田村は、ある日、コンビニエンスストアで態度の悪い店員に腹を立て、開きっぱなしのレジスターから現金3万円を盗んでしまう。金の使い道を考えながら街を歩いていると、同じ高校に通う女子と見知らぬ男子が言い争っているのを目撃する。女子が一人になったところで田村は彼女に話しかける。その女子には金を払えば性交を行わせてくれるという噂が流れており、田村は「3万円を支払うからヤラせてくれないか」と持ちかける。女子は田村を罵倒してその場を去る。その夜、TVで自分が現金を盗んだコンビニエンスストアに強盗が押し入り、現金数十万円を盗んだというニュースが流れ、田村は自分の罪がなかったことになってしまったのを悟る。翌日田村は件のコンビニへ立ち寄り、盗んだ3万円を募金箱へ入れて退店する。その後遅刻して登校し、昨日話した女子生徒と目が合うがすぐに逸らされてしまった。
登場人物
田村
眼鏡をかけた細身の高校生男子。自身の未来について虚無的に考える。何事に対しても内心で毒づいている。同級生から文化祭でバンドをやらないかと持ちかけられ、親から金を借りてサンプラーを購入する。
女子生徒
田村とは違うクラスの女子生徒。AV女優の森川汁子と容姿が似ており、金を払えば性交をさせてくれるという噂が校内で流れている。

### 素晴らしい世界
初出:『月刊サンデーGX』8月号（2008年8月19日発行）。浅野の過去作品『素晴らしい世界』の続編に当たる作品。
タエは、引っ越しの荷造りの最中、机の引き出しから手紙を発見する。それはタエ自身が以前、5年後の自身へ向けて書いたものだった。タエは手紙の中の自身と現在の自身とを比較しながら散歩し、道中で海外から戻ってきた恋人と遭遇する。5年前から自身といる恋人と何気ない会話をしながら、タエは、帰宅したら再び手紙を書こうと思いつく。
タエ
「素晴らしい世界」に主人公の1人として登場した女性。
タモツ
海外から帰ってきたタエの交際者。タエとは5年以上の付き合い。「素晴らしい世界」の終盤に登場した「タモツ」と、容姿やカメラマンを志す部分が共通しているため同一人物だと思われる。

### 夜明け前
初出:「Quick Japan」vol.69（2006年12月26日発行）。浅野いにおのエッセイを元にした作品。

### 東京
初出:『週刊ビッグコミックスピリッツ』第40号（2008年9月15日・21日発行）
晴は東京で漫画家として生計を立てていた。ある日小学校の同窓会へ出席するために地元へと帰省し、かつて両思いだった奈月や、高山たちと再会する。高山は近々奈月と結婚することを晴へ告げる。その後晴は、かつて奈月が「タイムマシン」と称した、廃車の不法投棄群へ訪れる。晴はそこで、奈月や高山との過去を思い返し、また現在の自分の行き詰まりを考え、結局自分は自分なのだと独白する。晴は東京へ戻り、漫画家としてインタビューを受けた後で編集者に自分の漫画は面白いかと尋ねるが、結局返答はなかった。その後晴は恋人に電話をかけ、今度の連載が終了したらどこかへ出かけようと留守番電話を残し、再び歩き出す。
登場人物
晴
東京で漫画家として生計を立てる男性。青年誌で青春漫画を連載している。小学生の時から漫画を描いており、当時は同級生の奈月と両思いの関係だった。
奈月
かつて晴と両思いだった女性。一児の母親。前夫から暴力を受けていた。幼馴染であった高山との結婚を控えている。
高山
がっちりとした体型の男性。輸入車のディーラーをやっている。奈月の幼馴染で彼女に好意を持っており、小学生時代は奈月の想い人だった晴を憎んでいた。

### 世界の終わり
描き下ろし作品。
高校生の大沢は、教室で昨日見た夢について考えていた。しばらくすると大沢の恋人が部活を終えて現れる。2人は自転車に二人乗りをして学校を後にし、その道中は大沢は巨大な夕日を目撃し、まるで世界の終わりみたいだと内心で呟く。2人はあるマンションの屋上で何気ない会話をするが長く続かず、大沢はここが学校で有名な初チュースポットであることを指摘する。図星をつかれて困惑する恋人に、大沢は強引にキスを迫る。恋人は一度拒むが、結局2人はそのままキスを交わす。キスの後、大沢は恋人の脚にすがりついて「馬鹿みたい」「でも好き」と呟いた。
登場人物
大沢
ロングヘアの高校生女子。「アルファルファ」に登場した大沢、「帰宅」に登場した女子高生と同一人物だと思われる。
大沢の恋人
サッカー部に所属する高校生男子。背番号は22。思い詰めたような表情をしている大沢を気にかけていた。

### 時空対戦スネークマン
描き下ろし作品。罫線の入った用紙に鉛筆で書かれている。詳細な設定などは不明だが少年漫画風の内容となっている。前述の「東京」にて、小学生の時の晴が描いていた漫画だと思われる。

## 書誌情報
1. 2008年11月4日発行（2008年10月30日発売[1]） ISBN 978-4-09-182299-4